# (6870) Pauldavies
(6870) Pauldavies (1992 OG) – planetoida z pasa głównego asteroid okrążająca Słońce w ciągu 2,68 lat w średniej odległości 1,93 j.a. Odkryta 28 lipca 1992 roku.